# 淘米梦想学院
淘米梦想学院是上海淘米网络科技公司制作的一档电视节目，播放淘米动画有限公司制作的动画片。淘米梦想学院同时在金鹰卡通，炫动卡通，优漫卡通等二十家电视台播出，覆盖人口8亿，收视率排行第五。以主持人串词串联动画片，以动画片拉动收视。并组成小板块，改版较为灵活。2013年6月10日亮相上海国际电视节。

## 播放信息
2013年2月1日开播，每周五、六晚18:00在金鹰卡通卫视播出。
| 开播时间      | 动画名称         | 集数    | 结束时间      |
| ------------- | ---------------- | ------- | ------------- |
| 2013年2月1日  | 赛尔号第二季     | 1-14集  | 2013年3月4日  |
| 2013年3月4日  | 摩尔庄园第三季   | 14-31集 | 2013年5月17日 |
| 2013年5月17日 | 赛尔号第二季复播 | 31-44集 | 2013年6月20日 |